# Ixora aurorea
Ixora aurorea är en måreväxtart som beskrevs av Henry Nicholas Ridley. Ixora aurorea ingår i släktet Ixora och familjen måreväxter. Inga underarter finns listade i Catalogue of Life.